# Кулмбах
Кулмбах (на немски: Kulmbach) е окръжен град в регион Горна Франкония, в Бавария (Германия) с 26 352 жители (към 31 декември 2012) на площ от 92,77 km².
Кулмбах се намира на около 25 км северозападно от Байройт.
Името Кулмбах като кулма е споменато за пръв път в документ за подаряване в Библията на Алкуин между 1028 и 1040 г. Името идва от извиращата на близо малка рекичка (Culmin-aha, Culmna). Около 1231 г. Кулмбах получава права на град. От 1340 г. Хоенцолерните владеят Кулмбах и замък Пласенбург. Замъкът Пласенбург в Кулмбах е до 17 век резиденция на Княжеството Кулмбах.